# Cristóbal de Aresti
Fray Cristóbal de Aresti o bien Cristóbal de Aresti y Martínez de Aguilar (Valladolid, Corona de España, ca. 1570-Potosí, Virreinato del Perú, ca. 1638) era un monje benedictino que fuera electo obispo de Asunción del Paraguay desde 1629 hasta 1635 y posteriormente ocupara el puesto de segundo obispo de Buenos Aires, desde 1636 hasta 1638.

## Biografía
Cristóbal de Aresti nació en Valladolid de la entonces Castilla la Vieja que formaba parte de la Corona de España, siendo hijo de Juan Aresti y Ana Martínez de Aguilar.
Ingresó a la Orden de San Benito tomando el hábito en el monasterio de San Julián de Samos el 16 de octubre de 1585 y profesando al año siguiente. Tras enseñar teología en San Vicente de Oviedo, se convirtió en abad del monasterio de Samos cuando fue hecho obispo.
En 1628 fue nombrado obispo de Asunción del Paraguay, adonde llegó en 1629. Durante su breve mandato se dedicó a visitar las misiones guaraníes defendiéndolos de los ataques de los encomenderos paulistas. En 1631 organizó el segundo Sínodo de Asunción.

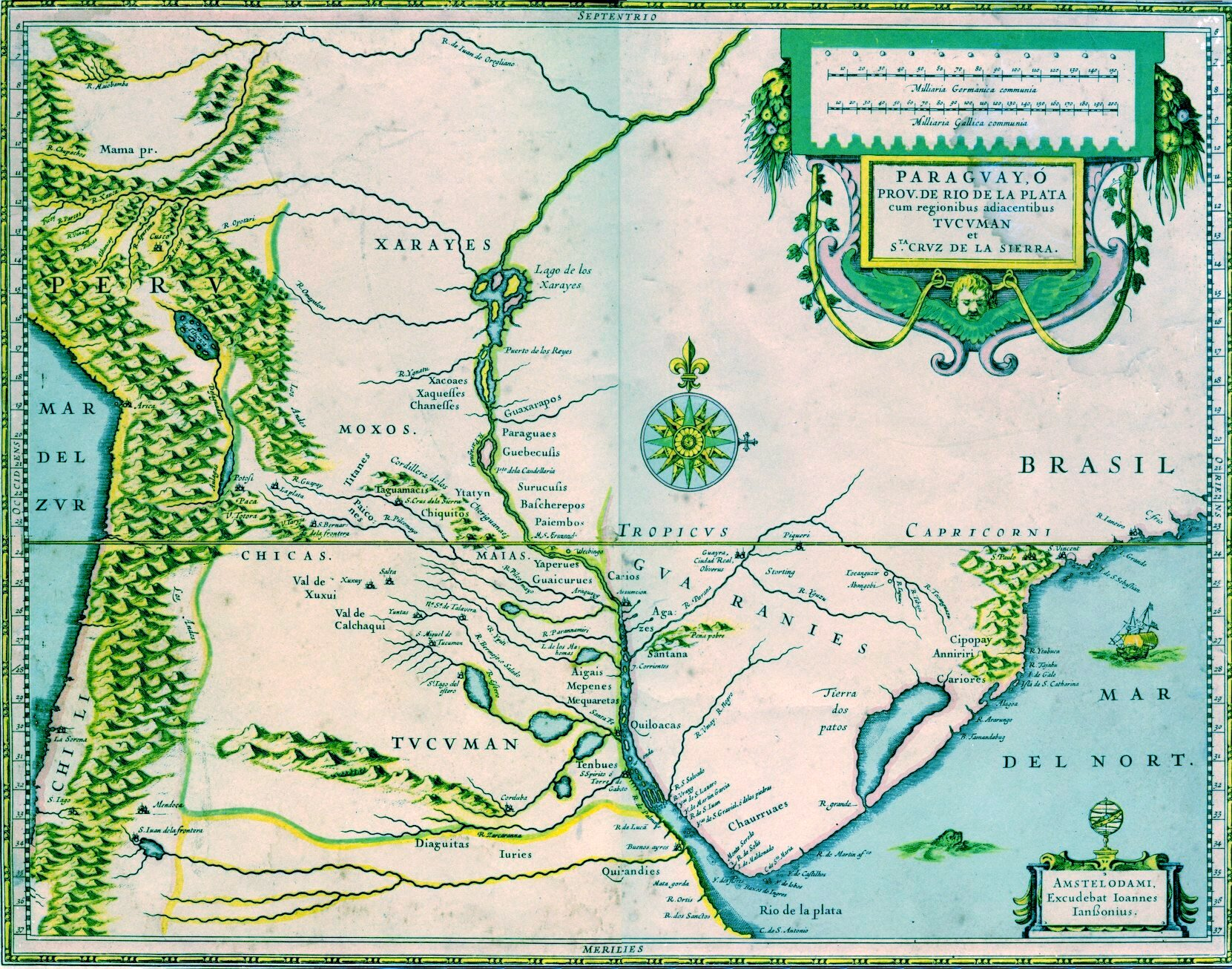
Gobernación del Río de la Plata (ca.1600).

En 1632 efectuó la primera visita pastoral al Guaira en momentos en que se producían las grandes invasiones de los bandeirantes al mando del "cazador de indios" Antonio Raposo Tavares, presenciando la destrucción de esa parte de su diócesis. Intentó defender sin éxito la Villa Rica del Espíritu Santo hasta que debió ordenar su evacuación y el abandono del territorio trasladando a los pobladores a la banda occidental del río Paraná.
Vacante la sede de Buenos Aires por la muerte de Pedro Carranza, el 7 de agosto de 1635 Maffeo Barberini, el papa Urbano VIII, designó a Aresti en su reemplazó quien llegó a su nueva sede el 26 de abril de 1636. 
También aquí su obispado sería breve. Se ocupó especialmente por adelantar la construcción de la catedral e intentó sin éxito crear tres nuevas doctrinas de indios en Magdalena, Monte Grande y Las Conchas:

"Nos. El Mtro. Don Cristóbal de Aresti, por la divina misericordia, Obispo del Paraguay, Gobernador y electo del Río de La Plata, del Consejo de su Majestad: A todos los clérigos de éste obispado, hacemos saber como para la buena administración de los Santos Sacramentos emos erigido tres doctrinas y curatos en las chacras de esta Ciudad de la Trinidad y Puerto de Buenos Aires. La una en el pago Magdalena y Matanza, con una iglesia en cada una y la otra en Monte Grande y parte de Las Conchas, con otras dos iglesias y la última y restante de Las Conchas y de la otra banda del Río y en el Río Luxan y sus añejos".

Tuvo serios inconvenientes con el gobernador Mendo de la Cueva y Benavídez y el cabildo. El pleito se había originado formalmente porque "algunas personas del pueblo se le an benido a quejar que les anda notificando por parte del Señor Obispo, con penas de descomunión, le paguen premissas de ganado, abes y otras cossas que nunca an acostumbrado a dar".
El 19 de agosto de 1637 el gobernador reunió en Cabildo Abierto a los principales y más antiguos vecinos de la ciudad para resolver si correspondía que además del diezmo se pagaran primicias ("primeros frutos") de cereales y animales domésticos.
Ausente el gobernador presidió la asamblea su lugarteniente Francisco Velázquez Meléndez y estuvieron presentes el alcalde de primer voto Gaspar de Gaete, el regidor Bernardo de León, el escribano Pablo Núñez, los capitanes Cristóbal Naharro, Pedro Gutiérrez y Hernán Suárez Maldonado, Cristóbal Cabral de Melo y Alpoin, Juan de Mena, Marcos Sequeira, Pedro Sánchez Garzón y Juan de Miranda, y los maestres de campo Enrique Enríquez, Juan de Tapia y Vargas, Manuel de Frías Martel, Gonzalo de Carbajal y Pedro Homem de Pessoa de Sáa.
No asistieron a la asamblea citada, los cabildantes Juan de Vergara y sus sobrinos Alonso Gamiz de Vergara y Salvador Agreda de Vergara. Finalmente dicha asamblea resolvió que las tradicionales cuotas de trigo, cebada y maíz cubrían las premisas que el obispo reclamaba, por lo que en julio de 1638 Aresti, tras excomulgar al gobernador, viajó al Alto Perú para llevar el caso ante la Real Audiencia de Charcas. Se encontraba en Potosí a la espera de la resolución cuando murió a causa de una breve enfermedad a fines de ese año o el siguiente.
La sede quedó nuevamente vacante durante ocho años, durante los cuales la diócesis estuvo a cargo provisoriamente del canónigo Luis de Azpeitía (1638-1642), el deán Pedro Montero de Espinosa (1642-1643), Gabriel de Peralta (1644) y el canónigo Lucas de Sosa (1644-1645), tras lo que se hizo cargo finalmente el tercer obispo de la ciudad, fray Cristóbal de la Mancha y Velazco.